# Axel Locher
Axel Thilson Locher (født 11. september 1879 i København, død 11. juni 1941 i Hjørring) var en dansk billedhugger og søn af marine- og skagensmaleren Carl Locher.

## Liv og værk

### Uddannelse
Som 12-årig fulgte Axel Locher i sin fars fodspor, da han blev elev af billedhuggeren Vilhelm Bissen. Locher assisterede i Bissens atelier, samtidig med at han gik på Gustav og Sophus Vermehrens forberedelsesskole, og i 1894 blev han som knap 15-årig optaget på Kunstakademiet, som han dog ikke tog afgang fra.
I 1897 debuterede han kun 18 år gammel på Charlottenborg med kvindefiguren Moderne. Han forlod akademiet i 1899 og begyndte samme år at arbejde som keramisk formgiver på porcelænsfabrikken Bing & Grøndahl under kunstnerisk ledelse af J.F. Willumsen.

### De tidlige år
I 1899, samme år som han forlod akademiet, begyndte han at arbejde som keramisk formgiver på porcelænsfabrikken Bing og Grøndahl, som var under kunstnerisk ledelse af J.F. Willumsen.
På Bing og Grøndahl arbejdede Locher i to-tre år med blandt andet flere monumentale vaser, skabt efter Willumsens udkast. Senere modellerede han også lejlighedsvis statuetter i porcelæn. Det var hos Bing og Grøndahl, at Locher mødte Johanne(Jo) Hahn Jensen (1876-1960), som skulle blive hans kone og vigtigste arbejdsfælle.
Axel Locher var på studierejse i Paris i hele 1903, og i 1905 fik han Det Anckerske Legat og rejste til Italien og Tyskland. Det er sandsynligvis på disse rejser, at han stiftede bekendtskab med statuetten som kunstform og fik inspirationen til det, der blev hans livsværk – hans store produktion af teaterstatuetter.
Fra 1905 udstillede han efter invitation fra J.F. Willumsen på Den Frie, og internationalt udstillede han sine værker i Paris, Berlin, Rom og senere England og USA.

### Axel Locher og Skagen
I 1910 overtog Axel Locher et transportabelt atelier fra faderen kaldet Det Døckerske telt, som Carl Locher havde brugt flittigt som både atelier og bolig, når han var i Skagen. Peter Schmidt Hansen beskriver i sin bog Carl Locher – Biografi og Værkfortegnelse det Døckerske telt som en militær opfindelse, der oprindeligt var tænkt som en mobil, militær kommandocentral under feltforhold som bedre kan sammenlignes med en barak end et egentligt telt. Axel Locher stillede teltet op ude i klitterne i Skagen Vesterby, og han og Jo byggede en fløj til atelieret, hvor de havde køkken og soveværelse. Her tilbragte ægteparret mange somre. De flyttede mere permanent til Skagen i 1939, og hvor Locher overtog sin fars hus i Skagen Østerby, som hans søster ellers havde arvet ved faderens død.

## Offentlige opgaver
I år 1900 fik Axel Locher opgaven at udsmykke kapitælerne i Grundtvigs Hus med portrætter af store danskere som Ludvig Holberg, B.S. Ingemann og Adam Oehlenschläger. Dette ansporede ham til at begynde med at lave portrætbuster og skulpturer, som siden udviklede sig til portrætter af tidens store skuespillere i form af hans teaterstatuetter.
I 1918 påbegyndte Locher en stor opgave med at udsmykke spiret på Christiansborg. Øverst på spiret ses tre kongekroner, som symboliserer kongemagten i Norge, Sverige og Danmark. Axel Lochers opgave var at skabe noget til at repræsentere folket længere nede af spiret, under kongemagten, og her valgte han at skabe otte monumentale virksomhedsfigurer af bl.a. fiskeren og bonden.
I 1920 huggede Locher en genforeningssten til Hornbæk.
I 1930 indviedes Lochers Mindeanker på Hornbæk havn. Monumentet blev udført til minde om en berømt redningsdåd udført af Hornbækfiskere i 1774.
I anledning af Kong Christian X’s 70 års fødselsdag i 1940, skabte Axel Locher en rytterstatue i bronze, som blev givet i fødselsdagsgave til Kongen fra Officersforeningen. Skagens Kunstmuseer har forarbejdet i gips, og den endelig version i bronze har nu hjemme på Christiansborg Slot.

## Teaterstatuetter
Axel Lochers gennembrud kom i 1917, hvor han udstillede en række teaterstatuetter af den populære skuespiller og komiker Olaf Poulsen på Den Frie. Statuetterne fik en varm modtagelse og Locher fortsatte med at arbejde på sine portrætstatuetter af tidens store skuespillere til sin død i 1941. Han modellerede mere end 70 forskellige statuetter i gips, bronze og porcelæn. En del af gipsstatuetterne blev bemalet af hustruen Jo Hahn Locher.
Teatermuseet i København råder over en næsten komplet samling af teaterstatuetterne samt en del støbeforme. Skagens Kunstmuseer, Det Kongelige Teater og Den Gamle By har også hver især fine samlinger af Lochers statuetter og på CLAY findes en række af Lochers porcelænsfigurer, deriblandt også i teaterfigurer.
Axel Locher døde i 1941 på Hjørring sygehus. Han er, sammen med forældrene, begravet iblandt de såkaldte kunstnergrave på Assistens Kirkegård i Skagen.

## Hæder
- Akademiets legat, 1904
- Det anckerske Legat, 1905
- Raben-Levetzaus legat, 1905
- Akademiets legat, 1907
- Hjelmstierne-Rosencroneske Legat, 1915
- Ronges legat, 1915